# Nicolas de L’Hospital

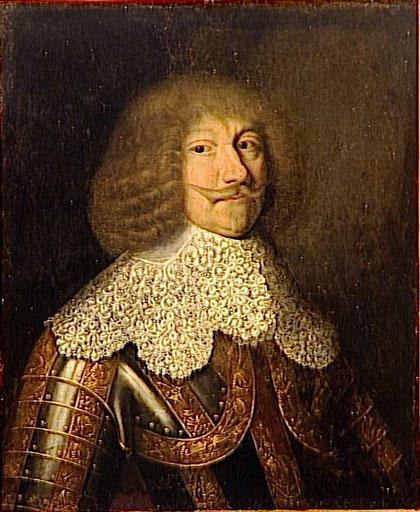
Nicolas de L’Hospital, duc de Vitry

Wappen der Familie L’Hospital

Nicolas de L’Hospital, marquis, dann duc de Vitry, seigneur de Nandy und Coubert, auch bekannt als Maréchal de Vitry (* 1581; † 28. September 1644 in Nandy), war ein Militär und Aristokrat zu Beginn des 17. Jahrhunderts. Von König Ludwig XIII. wurde er zum Marschall von Frankreich ernannt.

## Leben
Er war der älteste Sohn von Louis Gallucio de L’Hospital und der Françoise de Brichanteau sowie Enkel von François de L’Hospital. Sein jüngerer Bruder, François de L’Hospital, wurde ebenfalls Marschall von Frankreich.
Er heiratete Lucrèce Bouhier de Beaumarchais, Witwe von Louis de La Trémoille, marquis de Noirmoutier, und Schwägerin von Charles I. de La Vieuville. Sie hatten drei Kinder, von denen ein Sohn später außerordentlicher Botschafter im Kurfürstentum Bayern wurde.

### Militärkarriere
Nicolas de L’Hospital stieg unter Ludwig XIII. zum Capitaine der königlichen Garde auf. Als solcher war er maßgeblich an der Exekution von Concino Concini, Schützling und Favorit der Regentin und Mutter von Ludwig XIII., Marie de Médicis, beteiligt. Am 24. April 1617 erhielt er, wahrscheinlich von Charles d’Albert, duc de Luynes, den Auftrag, Concini zu eliminieren.
Nach diesem Mord aus Staatsräson wurde er zum Marschall von Frankreich und zum Gouverneur der Bastille ernannt. Hier fungierte er auch vom 4. Mai 1617 bis zum 11. Mai 1617 als Kerkermeister für die sogenannte „Maréchale d’Ancre“, Léonora Dori, Gemahlin von Concino Concini und eine Vertraute der Marie de Médicis, die dann in die Conciergerie überstellt, abgeurteilt und hingerichtet wurde.
Von 1631 bis 1637 war er Gouverneur der Provence. Seine herrschsüchtige und hochmütige Art sowie Machtmissbrauch brachten ihn in ständigen Konflikt mit dem Parlament der Provence. 1634 wurde er deswegen an den Hof zitiert und diszipliniert, indem er zeitweise durch den Marquis de Saint-Chamond ersetzt wurde, der das genaue Gegenteil von L’Hospital war. Nachdem ihm 1635 gestattet worden war, auf seinen Posten in Aix-en-Provence zurückzukehren, machte er da weiter, wo er aufgehört hatte. Daraufhin fiel er endgültig in Ungnade. Auf Befehl von Kardinal Richelieu wurde er am 27. Oktober 1637 auf dem Weg nach Saint-Germain verhaftet und in die Bastille verbracht. Er wurde angeklagt, unter dem (in Ungnade gefallenen) Erzbischof Henri d’Escoubleau de Sourdis Gewalttaten verübt zu haben.
Am 19. Januar 1643 freigelassen, verstarb er 1644 in Nandy.
L’Hospital war Chevalier de l’ordre du Saint-Esprit.